# アウグステ・フォン・バイエルン (1875-1964)
アウグステ・フォン・バイエルン（ドイツ語: Auguste von Bayern, 1875年4月28日 - 1964年6月25日）は、バイエルン王国の王族で、オーストリア大公ヨーゼフ・アウグストの妃。

## 生涯
バイエルン王子レオポルトとその妻のオーストリア大公女ギーゼラの間に次女として生まれた。名前は父方の祖母アウグステ・フェルディナンデにちなむ。アウグステは1893年11月15日、オーストリア皇族のヨーゼフ・アウグストと結婚した。
第一次世界大戦中、アウグステは負傷者たちの看病や生活支援に奔走した。アウグステは「鉄のために金を供出しました（Gold gab ich für Eisen）」運動の推進者となり、戦後は数多くの福祉慈善組織を創設した。
ヨーゼフ・アウグスト大公一家は1944年にそれまで住んでいたハンガリーを出国し、いったんアメリカ合衆国に渡ったものの、その後ヨーゼフ・アウグスト大公の姉のトゥルン・ウント・タクシス侯妃マルガレーテ・クレメンティーネを頼ってドイツに移った。アウグステは1964年にレーゲンスブルクにおいて89歳で亡くなった。

## 子女
夫ヨーゼフ・アウグストとの間に6人の子供をもうけたが、うち2人は夭折した。
- ヨーゼフ・フランツ・レオポルト・アントン・イグナティウス・マリア（1895年 - 1957年） - 1924年にザクセン王女アンナと結婚
- ギーゼラ・アウグスタ・アンナ・マリア（1897年 - 1901年）
- ゾフィー・クレメンティーネ・エリーザベト・クロティルデ・マリア（1899年 - 1978年）
- ラディスラウス・ルイトポルト・ヨーゼフ・アントン・イグナティウス・ベネディクトゥス・ベルンハルドゥス・マリア（1901年 - 1946年）
- マティアス・ヨーゼフ・アルブレヒト・アントン・イグナティウス・マリア（1904年 - 1905年）
- マグダレーナ・マリア・ライネリア（1909年 - 2000年）

- 大公夫妻と子ども達（1900年）
- アウグステと長男ヨーゼフ・フランツ、次男ラディスラウス（1912年）